# Сошніков Андрій Олександрович
Сошніков Андрій Олександрович (нар. 11 листопада 1972, Курськ) — український історик, філософ, музеєзнавець, науковець, викладач. Представник «Харківської музеєзнавчої школи». Кандидат філософських наук (2000), доцент (2002), доктор філософських наук (2014), доцент кафедри музейно-туристичної діяльності Харківської державної академії культури.

## Біографія
Андрій Олександрович Сошніков народився 11 листопада 1972 року в Курську. По батьківській лінії нащадок давнього караїмського роду Четвертакових. У 1976 році разом з батьками переїхав на Харківщину. Від 1979 року мешкає в у Харкові. Після закінчення середньої школи у 1990 році вступив до Харківського державного інституту культури на навчання за спеціальністю «Музейна справа і охорона пам'яток історії та культури». У 1995 році закінчив інститут і отримав кваліфікацію «історик-музеєзнавець».
Трудову діяльність розпочав у січні 1996 року у Харківському національному педагогічному університеті імені Г. С. Сковороди на посаді старшого лаборанта. У вересні вступив до аспірантури. 13 червня 2000 року захистив кандидатську дисертацію «Репрезентація української ментальності у соціокультурних синтезах» (наук. керівник — професор Култаєва Марія Дмитрівна) та отримав науковий ступінь кандидат філософських наук зі спеціальності філософська антропологія, філософія культури. Упродовж 2002—2004 років працював на посаді доцента кафедри філософії Харківського національного педагогічного університету імені Г. С. Сковороди.
У 2004—2016 роках працював у Харківському національному університеті внутрішніх справ на посаді доцента кафедри філософії і політології (2004—2015) та професора кафедри соціальних та гуманітарних дисциплін (2016).
23 червня 2014 року захистив докторську дисертацію «Модерні і постмодерні практики музеалізації культурної традиції» (філософсько-антропологічний аналіз) (наук. консультант ― професор Радіонова Наталія Василівна) та отримав науковий ступінь доктор філософських наук із спеціальності філософська антропологія, філософія культури.
Від 2016 року працює у Харківській державній академії культури на посаді доцента кафедри музейно-туристичної діяльності, на якій викладає базові курси «Наукове комплектування, облік та зберігання музейних фондів», «Експозиційна діяльність музеїв» та курс «Музеалізація пам'яток стародавнього світу».
Науковець входить до складу експертної ради Українського культурного фонду від 2020 року. 
Входить до складу рецензентів журналу «Українські культурологічні студії».
Автор понад 150 наукових робіт в галузі філософської антропології та філософії культури, музеології, експозиційної діяльності музеїв, музейних технологій, наукової атрибуції та опису музейних колекцій, музеалізації пам'яток стародавнього світу. Є автором статей у «Великій українській енциклопедії».

## Науковий доробок
- Ментальне покликання української філософії в контексті соціокультурної репрезентації збережених смислів: монографія / Сошніков А. О. — Харків: Майдан, 2003. — 140 с.
- Український націоналізм як соціокультурна міфотворчість: монографія / А. О. Сошніков ; М-во внутр. справ України, М-во освіти і науки України, Харків. нац. ун-т внутр. справ. — Харків: Майдан, 2013. — 789 с.

- Історія філософії: навч. посіб. для студентів усіх спец. / А. О. Сошніков ; М-во внутр. справ ; Харків. нац. ун-т внутр. справ. — Харків: Майдан, 2016. — 162 с.
- Специфіка комплектування єгипетських колекцій музеїв Півдня України / А. О. Сошніков // Вісник Харківської державної академії культури. Серія: Соціальні комунікації: зб. наук. пр. / М-во культури України, Харків. держ. акад. культури ; [голов. ред. В. М. Шейко] ; за заг. ред. В. М. Шейка. — Харків: ХДАК, 2018. — Вип. 53. — С. 258—267.
- Філософсько-антропологічний вимір концепції «музейності» М. Ф. Федорова та сучасні соціокультурні трансформації музейної інституції / Сошніков А. О. // Філософсько-педагогічні та філософсько-антропологічні обгрунтування стратегії духовного оновлення українського суспільства: монографія / за наук. ред. М. Д. Култаєвої ; М-во освіти і науки України, Харків. нац. пед. ун-т ім. Г. С. Сковороди. — Харків, 2019. — С. 236—246.
- Культурологічні аспекти розкриття поняття «музейний предмет» як механізму артефікації культурної пам'яті / Сошніков А. О. // Питання культурології: зб. наук. пр. / Київ. нац. ун-т культури і мистецтв. — Київ, 2022. — Вип. 40. — С. 321—331.
- Орієнтальний акцент у творчості Лесі Українки / Сошніков А. О. // Вчені зап. Таврійського нац. ун-ту імені В. І. Вернадського. Серія: Історичні науки. — 2023. — Т. 34, № 1. — С. 289—294.
- Репліки Перещепинського скарбу в експозиції Національного історичного музею Болгарії як приклад відтворення та моделювання старовинних артефактів в експозиційній діяльності музеїв = Replicas of the Pereshchepinsky treasure in the exposition of the National historical museum of Bulgaria as an example of formation and simulation of ancient artifacts in the exposition activities of museums / Сошніков А. О., Тортіка М. В. // Культурологічний альманах: наук. журн. / Укр. держ. ун-т ім. М. Драгоманова ; Видав. дім «Гельветика». — Київ, 2024. — Вип. 1 (9). — С. 391—399.